# University of San Diego

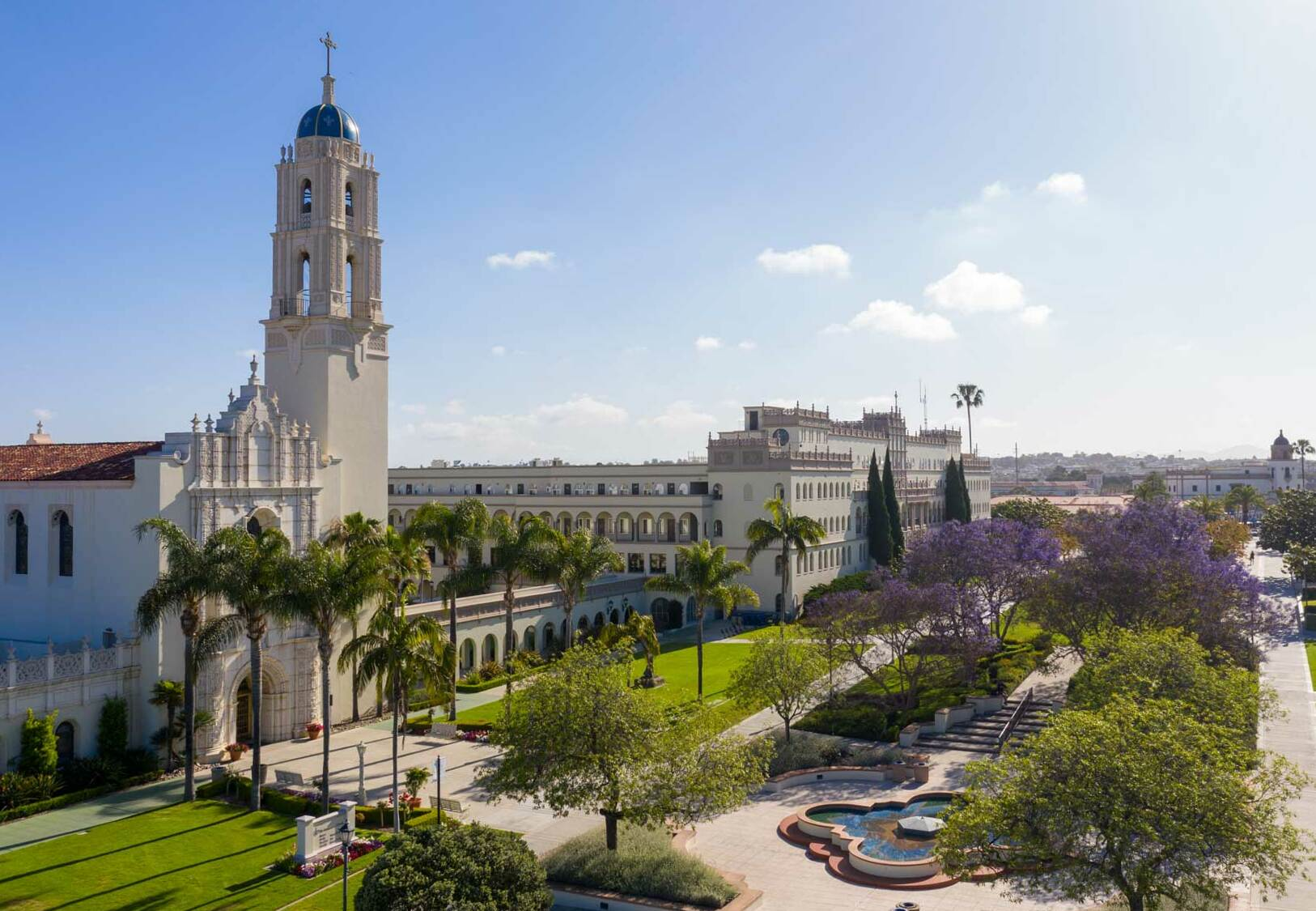
University of San Diego (2019)

Die University of San Diego (auch USD genannt) ist eine private, katholische Universität in San Diego im US-Bundesstaat Kalifornien. Es sind ca. 8000 Studenten immatrikuliert.

## Geschichte
Der Ursprung geht auf zwei Universitäten zurück. Zum einen auf das 1949 gegründete San Diego College for Women, welches 1952 seinen Lehrbetrieb aufnahm. Zum anderen auf die 1954 gegründete University of San Diego, einer Hochschule für Männer. 1972 fusionierten die beiden Hochschulen und bilden seitdem die heutige University of San Diego.

## Sport
Die Sportteams der USD werden die Toreros genannt. Die Hochschule ist Mitglied in der West Coast Conference.